# تريزا هاريس
تريزا هاريس (بالإنجليزية: Theresa Harris)‏ هي راقصة وممثلة أمريكية، ولدت في 31 ديسمبر 1906 بهيوستن في الولايات المتحدة، وتوفيت في 8 أكتوبر 1985 في الولايات المتحدة. بدأت مشوارها المهني سنة 1929.

## أعمال

### أفلام
- (1931) أروسميث
- (1933) تمسكي بعشيقك
- (1935) لحن برودواي لعام 1936
- (1938) إيزابيل
- (1941) زهور وسط الغبار
- (1947) معجزة في شارع 34
- (1950) ابنة نبتون

## وصلات خارجية
- تريزا هاريس على موقع IMDb (الإنجليزية)
- تريزا هاريس على موقع ألو سيني (الفرنسية)
- تريزا هاريس على موقع ميوزك برينز (الإنجليزية)
- تريزا هاريس على موقع أول موفي (الإنجليزية)
- تريزا هاريس على موقع قاعدة بيانات برودواي على الإنترنت (الإنجليزية)
- تريزا هاريس على موقع قاعدة بيانات الأفلام السويدية (السويدية)
- تريزا هاريس على موقع إن إن دي بي (الإنجليزية)
- تريزا هاريس على موقع قاعدة بيانات الفيلم (الإنجليزية)
- تريزا هاريس على موقع كينوبويسك (الروسية)